# Myriopholis
Genre
Myriopholis est un genre de serpents de la famille des Leptotyphlopidae. 

## Répartition
Les 20 espèces de ce genre se rencontrent en Afrique et en Asie.

## Liste des espèces
Selon The Reptile Database (29 mai 2016) :
- Myriopholis adleri (Hahn & Wallach, 1998)
- Myriopholis albiventer (Hallermann & Rödel, 1995)
- Myriopholis algeriensis (Jacquet, 1896)
- Myriopholis blanfordi (Boulenger, 1890)
- Myriopholis boueti (Chabanaud, 1917)
- Myriopholis braccianii (Scortecci, 1929)
- Myriopholis burii (Boulenger, 1905)
- Myriopholis cairi (Duméril & Bibron, 1844)
- Myriopholis erythraeus (Scortecci, 1929)
- Myriopholis filiformis (Boulenger, 1899)
- Myriopholis ionidesi (Broadley & Wallach, 2007)
- Myriopholis lanzai Broadley, Wade & Wallach, 2014
- Myriopholis longicauda (Peters, 1854)
- Myriopholis macrorhyncha (Jan, 1860)
- Myriopholis macrura (Boulenger, 1899)
- Myriopholis narirostris (Peters, 1867)
- Myriopholis parkeri (Broadley, 1999)
- Myriopholis perreti (Roux-Estève, 1979)
- Myriopholis rouxestevae (Trape & Mané, 2004)
- Myriopholis wilsoni (Hahn, 1978)
- Myriopholis yemenica (Scortecci, 1933)

## Publication originale
- Adalsteinsson, Branch, Trape, Vitt & Hedges, 2009 : Molecular phylogeny, classification, and biogeography of snakes of the Family Leptotyphlopidae (Reptilia, Squamata). Zootaxa, no 2244, p. 1–50 (« texte intégral »(Archive.org • Wikiwix • Archive.is • Google • Que faire ?)).